# Soveja
Soveja é uma comuna romena localizada no distrito de Vrancea, na região de Moldávia. A comuna possui uma área de 94.12 km² e sua população era de 2693 habitantes segundo o censo de 2007.